# 神羅万象チョコ Best Selection 冨嶽伝
神羅万象チョコ Best Selection 冨嶽伝（しんらばんしょうチョコ ベストセレクション ふがくでん）はバンダイ発売のおまけ付き駄菓子・ウエハースチョコレート。神羅万象チョコシリーズの13弾目に当たるが、外伝的存在である。

## 解説
神羅万象チョコシリーズの外伝である。通算、十三作目。2008年4月14日に全26種でバンダイより発売された。
第27回次世代ワールドホビーフェアで発表された。
富嶽伝カードが5種類に加え、第一章から17種類、第二章から4種類、合計21種類が復刻カードとして再発売されるが、一部の背景カラーリング等を除きデザインなどは変わっていない。
ノーマルからシルバー、シルバーからホロなど１部カード仕様が格上げされたものも存在する。

## 世界観
第一章より遥か昔の時代。
黄龍帝フガクが若かりし聖龍太子フガクであった頃、七支刀誕生を巡るエピソードが描かれる。

## 登場キャラクター

### 冨嶽伝
聖龍太子フガク(せいりゅうたいしフガク)
No.1(F.001)
POWER10
必殺技/我龍天聖(がりゅうてんせい)
聖龍王家第二王子。王位継承第一位の兄が倒れ、代わりに王位を継ぐ為に「天龍討伐の儀」に挑む事となった。昔からフヨウのことが好きだったフガクは、ウンリュウに軽い嫉妬を抱いていた。
敵対者（ライバル）/七剣魔龍テンザン
聖龍王フガク(せいりゅうおうフガク)
No.5(F.005)
POWER12
テンザンを倒し、七支刀を手にしたフガク。試練に打ち勝ち新たな聖龍王となった。フガクが新聖龍王誕生のさいに、各部族の王が中央王国に集まり催しが行われていた。

聖龍王ゼクウ(せいりゅうおうゼクウ)
No.2(F.002)
POWER10
必殺技/七天抜刀(しちてんばっとう)
フガクの父であり聖龍族の王。文武両道にして質実剛健の人格者。王位継承を息子に譲る決意を固めるが…。フガクの父でありながら、ライセンと共にウンリュウとフガクに自らの学問、剣術を教えた。
家族（パートナー）/聖龍太子フガク
聖龍姫フヨウ(せいりゅうきフヨウ)
No.3(F.003)
POWER8
必殺技/夢幻泡影(むげんほうよう)
フガクの幼馴染で雷閃流剣術の使い手。フガクの兄･ウンリュウの許嫁だったが…。フヨウは昔からフガクのことが好き。
七剣魔龍テンザン(しちけんまりゅうテンザン)
No.4(F.004)
POWER12
種族/神獣
必殺技/剣魂軼敵(けんこんいってき)
聖龍王の証である七支刀を持つ神龍。突然変異により、正気を失い、謎の凶暴化を遂げてしまった。テンザンは聖龍王王位継承者に試練を与えるだけの守護神。テンザンは7つの首を持つが個々の思考は一つに統一されている。
化身（アバター）/七支刀
聖龍太子ウンリュウ(せいりゅうたいし)
「神羅万象チョコ完璧大全特典」の初版限定カード
POWER11
必殺技/電光刹華(でんこうせっか)
フガクの兄であり聖龍王家第一王子。歴代王家でも希有の実力者でが、王位継承の儀で志半ばに散ってしまった。ウンリュウの剣術は、師匠ライセンと同等かそれ以上。
兄弟（パートナー）/聖龍王子フガク

### 復刻
聖龍王サイガ(せいりゅうおうサイガ)
No.6(No.01)第一章第1弾
忍者マスター絶影(にんじゃマスターぜつえい)
No.7(No.04)第一章第1弾
コノハ
No.8(No.05)第一章第1弾
甲角星アトラス(こうかくせいアトラス)
No.9(No.24)第一章第1弾
レッカ
No.10(No.44)第一章第2弾
剣角星アキレス(けんかくせいアキレス)
No.11(No.49)第一章第2弾
群雲のザンゲツ(むらくものザンゲツ)
No.12(No.60)第一章第3弾
疾風のイザヨイ(しっぷうのイザヨイ)
No.13(No.61)第一章第3弾
クリス
No.14(No.66)第一章第3弾
裂空星ボレアス(れっくうせいボレアス)
No.15(No.75)第一章第3弾
海迅星カイトス(かいじんせいカイトス)
No.16(No.76)第一章第3弾
天魁星マルス(てんかいせいマルス)
No.17(No.77)第一章第3弾
聖姫アルマ(セントプリンセスアルマ)
No.18(No.96)第一章第4弾
シルバーカードからホロカードへ昇格した。
聖火鳥ポロン(せいかちょうポロン)
No.19(No.97)第一章第4弾
巨重星ピグマリオン(きょじゅうせいピグマリオン)
No.20(No.101)第一章第4弾
月照星ディアナ(げっしょうせいディアナ)
No.21(No.102)第一章第4弾
アクシー
No.22(No.103)第一章第4弾
幻魔戦鬼テスタロス(げんませんきテスタロス)
No.23(IINo.082)第二章第3弾
魔元帥ベリアール(まげんすいベリアール)
No.24(IINo.099)第二章第4弾
ボーンマスターD(ボーンマスターディアボロス)
No.25(IINo.101)第二章第4弾
魔導士メビウス(まどうしメビウス)
No.26(IISP)第二章神羅万象チョココレクションファイル